# Château d'Avully
Le château d'Avully est une ancienne maison forte, du XIVe siècle, chef-lieu de la seigneurie d'Avully, située sur la commune de Brenthonne dans le département de la Haute-Savoie, en région Auvergne-Rhône-Alpes.
Les ruines de l'ancienne maison forte, restaurée depuis, font l’objet d’une inscription au titre des monuments historiques par arrêté du 3 mai 1974. Auparavant, le 30 août 1946, un arrêté du Ministère de l’Éducation nationale (section architecture), basé sur la loi du 2 mai 1930 et sur l'avis de la Commission départementale des sites, avait classé l'entier des lieux comme « site pittoresque de la Haute-Savoie », sur plusieurs hectares bornés par le ruisseau d'Avully, les chemins de Bons-en-Chablais à Armoy ainsi que le chemin vicinal.

## Situation
Le château d'Avully est situé dans le nord du département de la Haute-Savoie sur la commune de Brenthonne, membre des communes du Bas-Chablais. Il contrôlait, comme le château de Brens, le passage entre le mont de Boisy et les Voirons permettant l'accès au Chablais.

## Historique
La maison forte d'Avully fut construite sur l'ancien site d'une importante villa romaine, comme l'atteste la présence de fragments de tuiles et de céramiques romaines, découverts lors de la restauration du site par l’actuel propriétaire. 
Dans les douves, des centaines de fragments de céramique ont également été retrouvés, ainsi que de carreaux de poêle en céramique vernissée caractéristiques du haut Moyen Âge. De semblables, originaires de Savoie, ont été trouvés en Suisse romande, notamment à Nyon (canton de Vaud) et à la Maison Tavel (Genève). Le village, sous occupation romaine, étant également, à l'époque, constitué de villas de ce type. 
Un peu avant 1310, il est fait mention d'une famille d'Avully, vassale de celle de Faucigny. 
Ils font vers 1323 aveu de la maison forte aux comtes de Savoie et en 1336 aux Dauphins de Viennois. À cette occasion, on précise que la place doit être fortifiée et son revenu s'élève à 10 livres. Par mariage, la maison forte échoit au XVe siècle à la famille de Boëge.
Jacquemette de Boëge, fille de Jean de Boëge, en fait reconnaissance et la donne le 23 mai 1441 au duc Louis Ier de Savoie, qui la lui revend le 29 mai de la même année. Elle est vendue en 1499 à un bourgeois de Genève, Boniface de Saint-Michel. La maison forte sera fortement remaniée au cours du XVIe siècle par ses successeurs qui la conserveront jusqu'en 1754.
En 1536, les Saint-Michel d'Avully se convertissent au protestantisme, lors de l'invasion bernoise. Mais à la fin du XVIe siècle, Antoine de Saint-Michel, baron d'Avully, président du Consistoire de Thonon, confesse le 19 février 1596 en l'église Saint-Hyppolyte de Thonon la foi catholique après ces discussions avec François de Sales. Il abjurera solennellement le 26 août de la même année en la cathédrale de Turin devant le nonce. Son geste marquera le début du retour à la foi catholique du Chablais.
Au milieu du XVIIIe siècle, la famille de Sales rachètera le château. La restauration du château, à l'abandon depuis 1896, et qui commence à s'écrouler dans les années 1950, est entreprise à partir de 1971. Le château est acheté en 1970 par Jean et Yvonne Guyon. Ce sont eux qui permettent sa réhabilitation et au monument de retrouver son aspect actuel, en remontant les murs et toitures, et en réintégrant les douves autour de l'ouvrage.
Il est aujourd'hui ouvert au public.

## Description
Avully est un exemple type des maisons fortes du XIIIe siècle qui a été adapté successivement et ce jusqu'au XVIe siècle au mode et us de chaque époque et notamment la défense afin de l'adapter à l'emploi de l'artillerie. Le château d'Avully se présente aujourd'hui sous la forme d'une enceinte quadrangulaire large de 26 mètres et longue de 34 mètres, entouré de douves que précède une basse-cour entourée de remparts et de fossés.
L'angle nord de cette enceinte possède une tour en éperon et au sud, dans l'angle opposé, une tour carrée couronnée de mâchicoulis qui abrite une chapelle. Des échauguettes carrées encorbellées munissent les angles est et ouest.
On pénètre dans la haute-cour par une tour-porte quadrangulaire de 10 × 5,50 mètres dont la base date du XIVe siècle. À son sommet court un chemin de ronde sur mâchicoulis et elle est flanquée d'une tourelle qui abrite un escalier.
À l’intérieur les bâtiments sont agencés autour de la cour ; deux corps de logis dont un s'ouvre au rez-de-chaussée par trois arcades ainsi que des loggias qui abritent un escalier du XVIe siècle l'encadre. 
Le corps de logis principal comprend, au rez-de-chaussée, la salle des gardes et la salle des écussons ; y sont reproduits les blasons (appelés parfois « marques ») de toutes les familles savoyardes. Au premier étage on trouve les salles des dames et du Cruet, et au second la salle des messieurs et la salle de chasse.
L’extérieur comprend les jardins à l'italienne et à la française, aménagés par les propriétaires, et la cour basse.